# Damernas barr i gymnastik vid olympiska sommarspelen 1980
Damernas barr i gymnastik vid olympiska sommarspelen 1980 avgjordes den 21-25 juli i Sports Palace of the Central Lenin Stadium.

## Medaljörer
| Gren          | Guld                    | Silver                 | Brons                        |
| Damernas barr | Maxi Gnauck Östtyskland | Emilia Eberle Rumänien | Steffi Kraker Östtyskland    |
| Damernas barr | Maxi Gnauck Östtyskland | Emilia Eberle Rumänien | Melita Ruhn Rumänien         |
| Damernas barr | Maxi Gnauck Östtyskland | Emilia Eberle Rumänien | Maria Filatova Sovjetunionen |

## Resultat

### Final
| Placering | Gymnast               | C     | O      | Kval  | Final | Totalt |
| --------- | --------------------- | ----- | ------ | ----- | ----- | ------ |
|           | Maxi Gnauck (GDR)     | 9,950 | 10,000 | 9,975 | 9,900 | 19,875 |
|           | Emilia Eberle (ROU)   | 9,900 | 10,000 | 9,950 | 9,900 | 19,850 |
|           | Steffi Kraker (GDR)   | 9,850 | 9,900  | 9,875 | 9,900 | 19,775 |
|           | Melita Rühn (ROU)     | 9,850 | 9,900  | 9,875 | 9,900 | 19,775 |
|           | Marija Filatova (URS) | 9,850 | 9,900  | 9,875 | 9,900 | 19,775 |
| 6         | Nellie Kim (URS)      | 9,900 | 9,850  | 9,875 | 9,850 | 19,725 |